# Burano

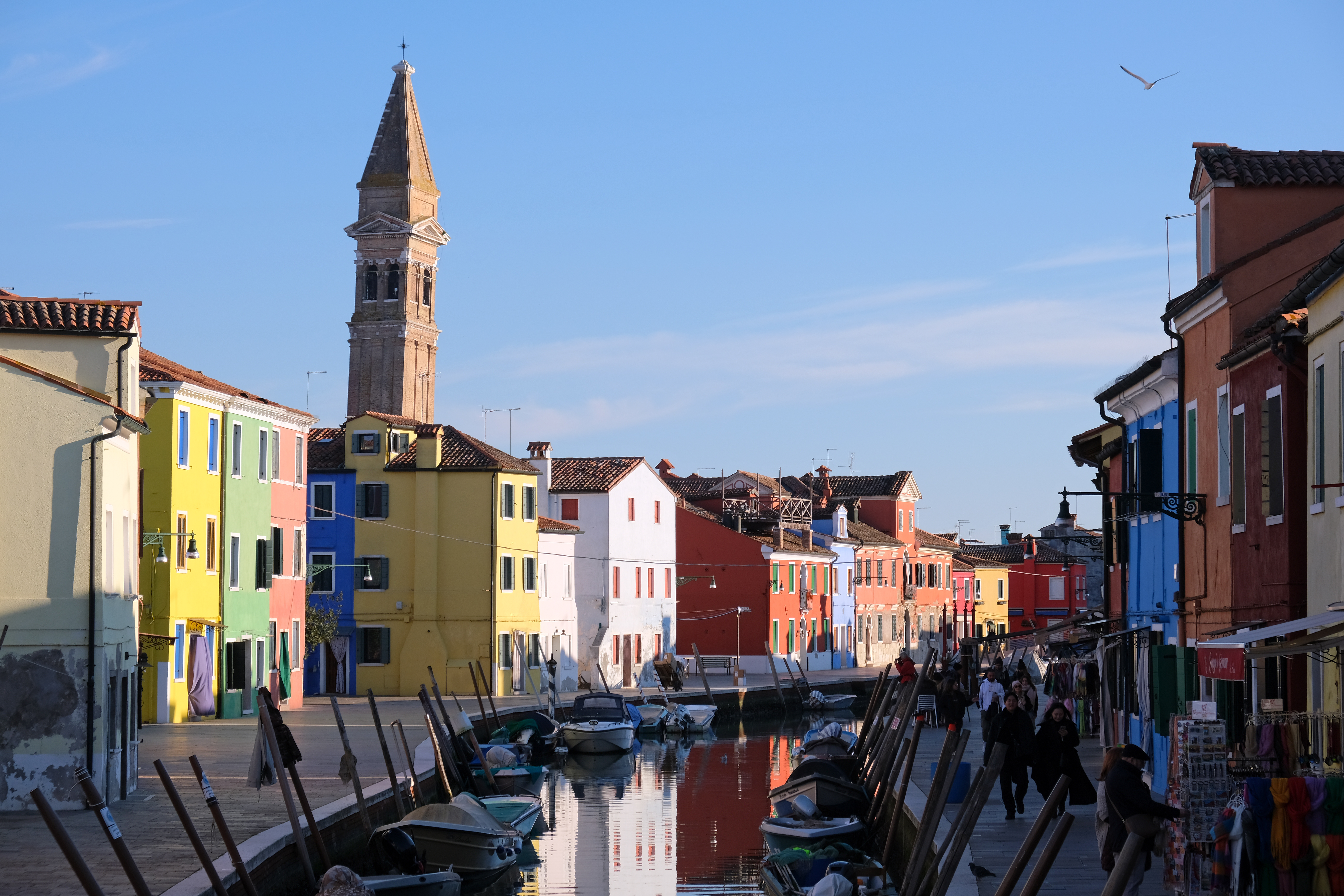
Uno de los canales de Burano.

Burano (en veneciano Buran 1 y ocasionalmente Buràn) es una isla de la laguna de Venecia, situada a 7 kilómetros de Venecia, Italia, distancia que se recorre en 42 minutos en vaporetto. Su población actual ronda los 7000 habitantes.
Destacan sus fachadas de colores, así como la única iglesia de la isla, dedicada a San Martín ("San Martino" en italiano) de la cual es famoso su campanario ("campanile" en italiano), recientemente restaurado, inclinado desde que los cimientos fundados como toda Venecia sobre palafitos cedieran. La isla es famosa por la producción de encaje de hilo, y es patria del compositor Baldassare Galuppi que da nombre a la vía principal de la isla y a la única plaza del lugar.

## Historia
Las ciudad de las casas coloreadas.
Su nombre derivaría de la Boreana, uno de los barrios de la ciudad romana de Altin. Burano, fue habitada por los pobladores de Àtila y a los Longobardos.
Interesante, pero quizá sin fundamento histórico, la hipótesis que respecto a su origen da el historiador Jacopo Filiasi (1750-1829):
« St'ìxoła ła ga avùo el nome de Burian, na de łe porte del xà desfà Altin, e sora de sta qua ła famegia Buriana ła ga fondà Buran, ciamà dai latini Burianus. »
Esta isla ha tenido el nombre de Burian, una de las puertas del ya destruido Altín, y encima de esta la familia Buriana ha fundado Buràn, llamada por los latinos Burianus.
« Ghe xé chi chel pensa che i pòpołi de Buran i fuse cresùi da quei chei abitava Buraneło desfà, chel gera n'altra ìxoła bastansa pìcoła, łontan da sta qua sinque mii de mar a sud, de ła qual se vede łe peche soto l'aqua có sta qua ła xé łànpida. »
Hay quién piensa que los pobladores de Buràn fuesen descendientes de aquellos que habitaban el antiguo Buraneło, que era otra isla bastante pequeña, lejos de ella a cinco millas marinas al sur, en la cual se ven los peces bajo el agua con esta agua tan límpida.
La primera población asentada en Buràn cimentó sus hogares sobre palafitos, con muros hechos de caña y solamente a partir del año mil fueron edificadas las primeras casas en sus respectivos barrios. Burano podía incluso gozar de un clima favorable gracias a determinada ventilación que expulsaba la malaria. El gobierno local, de tipo comunal, cayó bastante temprano bajo la influencia de Venecia, a la cual rindió siempre vasallaje.
Existió un Ayuntamiento autónomo hasta 1923, año en el cual fue incorporada a Venecia junto con Murano y Pellestrina. Su territorio se extendía incluso hasta Cavałin-Treporti, y sobre las islas de Mazzorbo, Torcello, Santa Cristina, Montiron, La Cura y San Francesco del Dexerto.

## Geografía
Burano se encuentra ubicada en la Laguna de Venecia septentrional, al noreste de Murano, y está comunicada con ella por el recorrido navegable del canal Bixato-canal Carbonera-scomenzera San Giàcomo. Alrededor de ella se encuentra alguna formación de paludes, como el de Santa Catarina, al suroeste, y el de Burano al sureste. Al norte nos encontramos el canal de los Borgognoni-canal de Buràn, con el cual se llega a Treporti (al sur) y a Torseo (al norte). Seguidamente, al oeste, podemos encontrar a Mazzorbo (Masorbo), la cual está unida con Burano mediante un puente.
Está constituida por cuatro islas divididas por tres canales, donde se halla el Río Pontexeo, el Río Zueca y el Río Teranova. Como Venecia, está dividida en cinco barrios (sestieri). Originariamente incluso "San Martín Sanca" y "San Martín Drita" estaban divididas por un canal, que fue enterrado (terà) para realizar la "Via Galuppi" y la "Piazza Galuppi", aún presentes en nuestros días. Sobre estos cinco barrios se sustenta el sistema postal.
| Sestiere             | Superficie (ha) | Población | Densidad (hab./km²) |  | Mapa |
| -------------------- | --------------- | --------- | ------------------- |  | ---- |
| San Mauro            | 6,8             | 806       | 12.029              |  |      |
| Giudecca             | 2,5             | 257       | 10.200              |  |      |
| San Martino Sinistra | 4,4             | 580       | 13.318              |  |      |
| San Martino Destra   | 5,1             | 750       | 14.882              |  |      |
| Terranova            | 2,3             | 343       | 15.609              |  |      |
| Burano               | 21,1            | 2.736     | 13.207              |  |      |